# Scuola politecnica di design
La Scuola Politecnica di Design (SPD) è la prima scuola di formazione post laurea di disegno industriale e comunicazione visiva in Italia. Il campus di SPD è situato nelle immediate vicinanze dei vivaci quartieri di Bovisa e Isola, in un'area che un tempo era un importante polo industriale di Milano durante il XX secolo.

## Storia
La Scuola Politecnica di Design è stata fondata nel 1954 da Nino Di Salvatore, artista e teorico dell'applicazione dei principi della Psicologia della Gestalt alle discipline del progetto. L'evento si inserisce in un panorama generale più ampio: i primi anni Cinquanta segnano un passaggio fondamentale per il riconoscimento pubblico del ruolo del designer, come dimostrano, nello stesso anno, l'apertura della X Triennale di Milano sul design, l'istituzione del premio Compasso d'oro e l'uscita di Stile Industria, la prima rivista dedicata esclusivamente al design. Due anni dopo, nel 1956, nasce l'ADI, Associazione per il Disegno Industriale.
La Scuola avvicina programmaticamente ambiti diversi, dal design di prodotto alla grafica fino al progetto dei mezzi di trasporto, con un approccio che integra discipline differenti: ergonomia e neurofisiologia, semiotica, studi sulla percezione e psicologia, teoria della forma derivata dal Bauhaus, cinema ed arti visive. 
Di forte ispirazione per la sua costituzione sono stati i movimenti artistici a forte vocazione sperimentale, quali il MAC – Movimento Arte Concreta – che allargano il loro interesse fino agli ambiti della creatività legata al progetto grafico e alla produzione industriale. Questo contribuisce ad aggregare intorno alla scuola personalità come Bruno Munari, Max Huber, Pino Tovaglia, Gio Ponti, Rodolfo Bonetto, Heinz Waibl.

## Struttura e programmi
La scuola di formazione postlaurea comprende master annuali in design industriale, automotive design, comunicazione visiva (design della comunicazione e grafica), e interaction design. 
La scuola dispone anche di corsi annuali di diploma in design del prodotto e design della comunicazione per studenti con percorso accademico non attinente all'area di studio e corsi intensivi di specializzazione, formule one-week, workshop estivi, training tecnico. 
Ogni anno SPD organizza un calendario di conferenze con ospiti internazionali.

## Organizzazioni, associazioni e certificazioni
La Scuola è associata alle principali organizzazioni di settore come ADI (Associazione Disegno Industriale), AIAP (Associazione Italiana Progettisti Grafici) e ASFOR (Associazione Italiana per la Formazione manageriale).
Fa inoltre parte del network accademico Cumulus. Nel 2009 SPD ha ottenuto il certificato di sistema di gestione qualità UNI EN ISO 9001:2008. SPD è istituzione formativa riconosciuta dalla Regione Lombardia.

## Premi e riconoscimenti
Premio Compasso d'oro  nel 1994 

La Scuola Politecnica di Design ha ottenuto importanti riconoscimenti: alla mostra alla Biennale di Venezia nel 1986, al Carrousel du Louvre e al Centre Georges Pompidou a Parigi, la medaglia d'oro della decima Triennale di Milano fino al premio Compasso d'oro assegnato dall'ADI (Associazione Disegno Industriale) nel 1994 e per due volte, il premio Smau Industrial Design.

## Mostre ed eventi
SPD partecipa annualmente al Fuorisalone.

### Out now - Stories of Ideas and Matter
Durante il Salone del Mobile di Milano 2012, all'interno dell'area di Ventura Lambrate, SPD ha presentato OUT NOW, Stories of Ideas and Matter. La mostra ha raccolto diverse idee e visioni sul tema del progetto e della produzione e li ha incrociati con le problematiche del mestiere, in una sorta di apprendistato creativo. Ne sono usciti tanti modi di fare progetto in relazione con la materia: edizioni limitate, autoproduzioni, prototipi. ma anche interviste e testimonianze su metodi e punti di vista da parte dei giovani professionisti.